# Please Save My Earth
Please Save My Earth (ぼくの地球を守って, Boku no Chikyū o Mamotte) és un manga inspirat en els somnis de la seua pròpia autora Saki Hiwatari, que està recopilat en 21 toms i que més tard va ser adaptat en sis OVAs i uns especials a manera de resum.